# Janette Mason
Janette Mason es una pianista de jazz, arreglista, compositora y productora discográfica británica. Sus tres álbumes han recibido reseñas positivas en el periódico The Guardian y su segunda producción discográfica, Alien Left Hand, fue nominada a los premios "Parliamentary Jazz Awards" en 2010. Compuso las bandas sonoras de las películas Ruby Blue (2008) y The Calling (2009).
Mason creció en un entorno musical: su madre tocaba el vibráfono y el órgano.

## Discografía
| Álbum           | Publicación         | Sello                         | Notas |
| --------------- | ------------------- | ----------------------------- | --- |
| Din and Tonic   | 6 de mayo de 2005   | Fireball Records              | Con Mornington Lockett y Lea DeLaria (voz)                                                                 |
| Alien Left Hand | 26 de enero de 2009 | Fireball Records (1481)       | Con Julian Siegel (saxo), Tom Arthurs (trompeta) y Lea DeLaria (voz)                                       |
| D'Ranged        | 4 de agosto de 2014 | Fireball Records (FMJP 10004) | Con los vocalistas David McAlmont, Claire Martin, Tatiana LadyMay Mayfield, Vula Malinga y Gwyneth Herbert |

## Publicaciones
- (con Steve Lodder) Totally Interactive Keyboard Bible (2008)